# Notker Wolf
Notker Wolf, O.S.B. (Bad Grönenbach, 21 giugno 1940 – Francoforte sul Meno, 2 aprile 2024), è stato un abate e musicista tedesco.

## Biografia

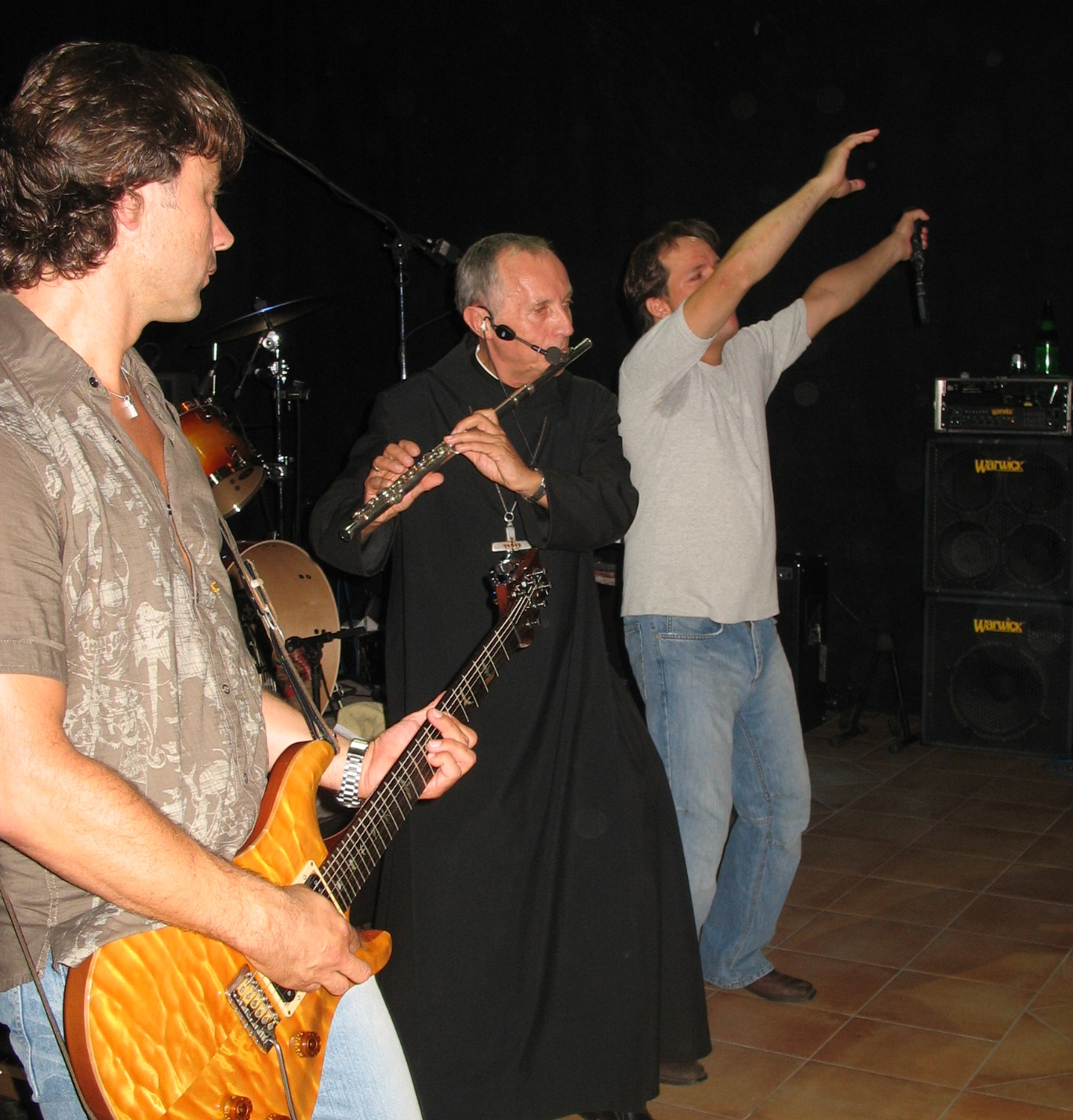
Notker Wolf mentre suona il flauto traverso

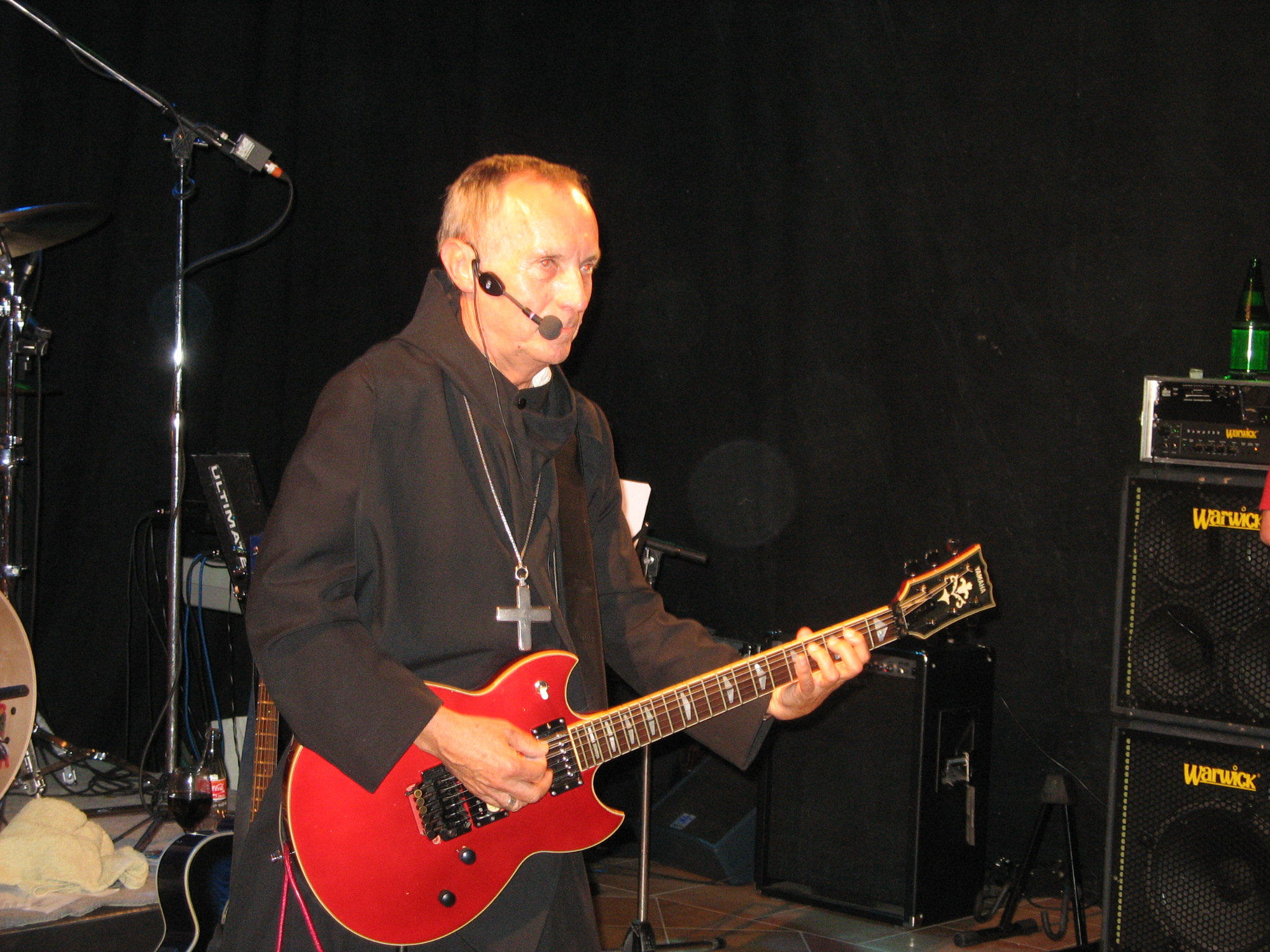
Notker Wolf mentre suona la chitarra elettrica

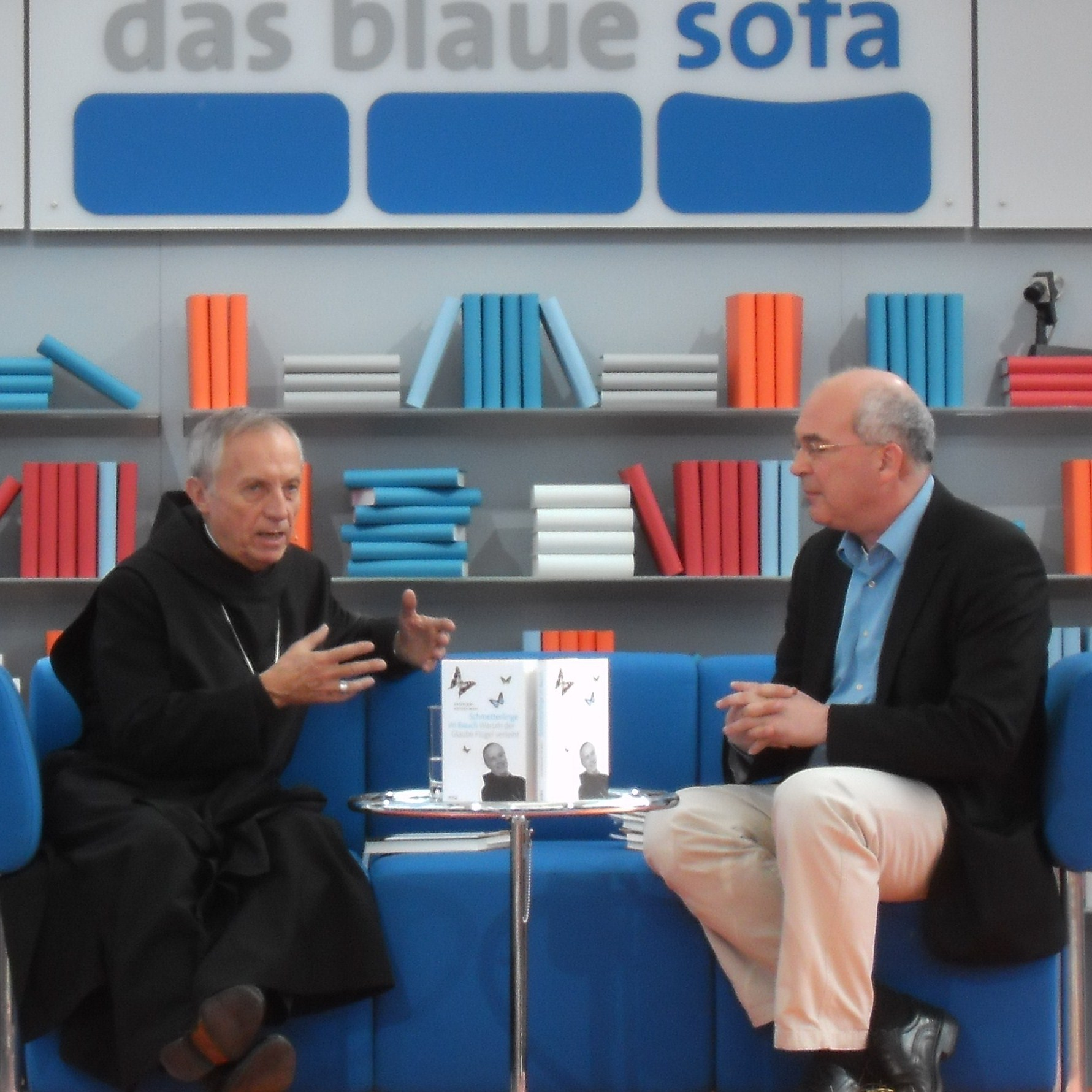
Notker Wolf alla Fiera del libro di Lipsia il 19 marzo 2011

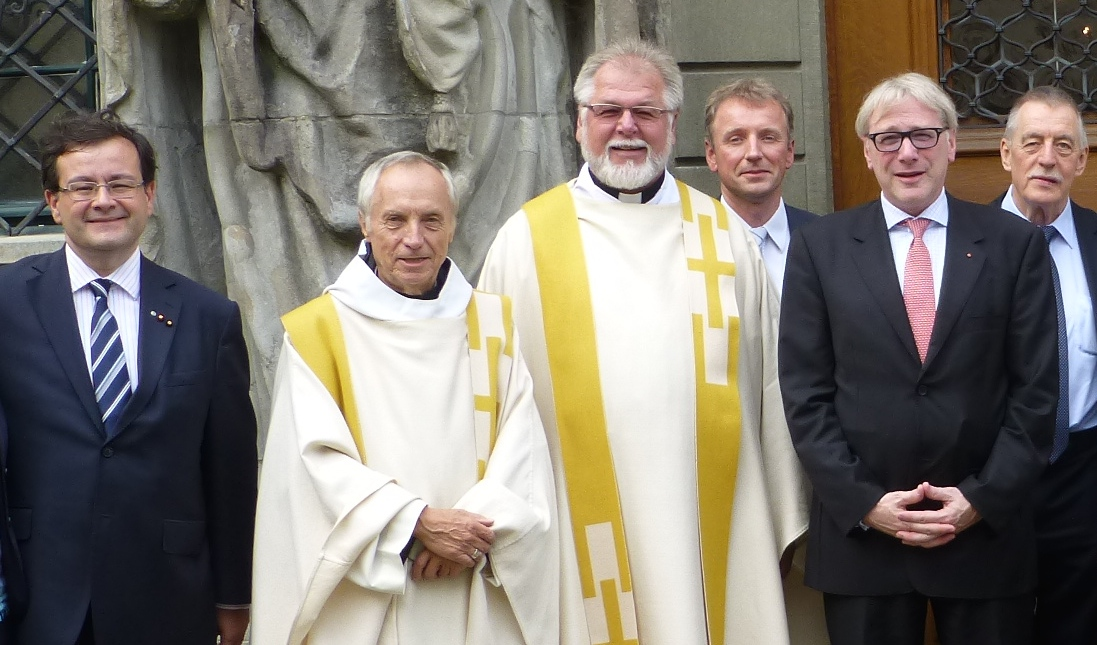
Incontro della Confraternita di Santa Maria dell'Anima a San Gallo con l'ex rettore Franz Xaver Brandmayr e l'abate primate Notker Wolf nel 2014

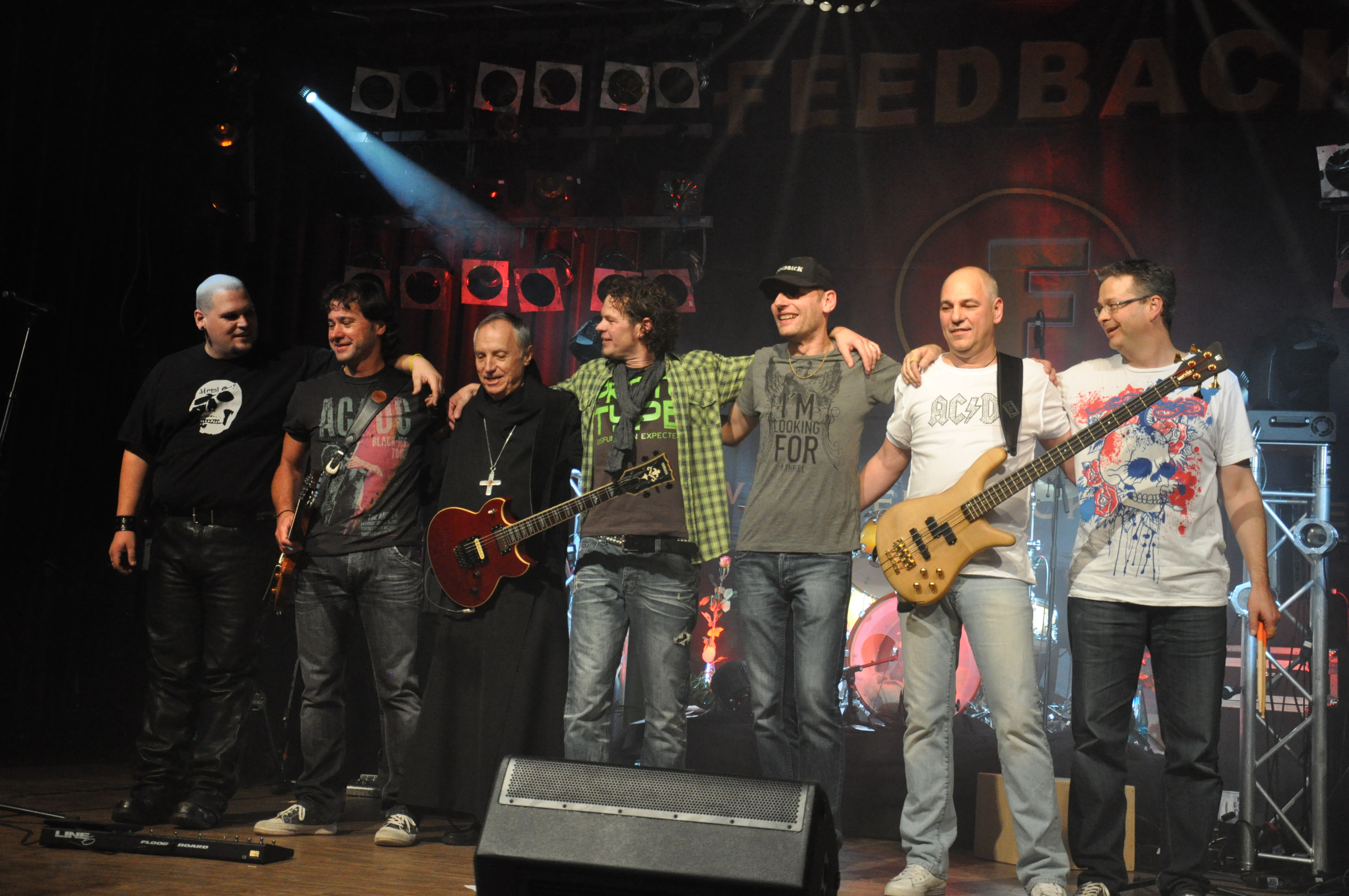
Notker Wolf con la sua band, i Feedback nel 2011

Figlio di un sarto, Werner Wolf nacque a Bad Grönenbach il 21 giugno 1940. Inizialmente propenso a diventare un missionario, nel 1961 dopo essersi diplomato al liceo di Memmingen (oggi Bernhard-Strigel-Gymnasium) e al Rhabanus-Maurus-Gymnasium St. Ottilien, entrò nel monastero benedettino di Sant'Ottilia. Lì ricevette il nome religioso Notker, in riferimento al beato Notker I di San Gallo, grande insegnante e figura culturale versatile, sia come compositore che come capo dello scriptorium e della biblioteca. Dopo la professione, nel 1962, iniziò gli studi di filosofia presso il Pontificio ateneo Sant'Anselmo a Roma. Nel 1965 si trasferì all'Università Ludwig Maximilian di Monaco e studiò teologia, filosofia, zoologia, chimica inorganica e storia dell'astronomia. Nel 1968 fu ordinato presbitero. Nel 1971 ottenne la cattedra di filosofia naturale e filosofia della scienza presso il Pontificio ateneo Sant'Anselmo a Roma. Nel 1974 conseguì il dottorato con un elaborato intitolato Das zyklische Weltmodell der Stoa (Il modello mondiale ciclico dello stoicismo).
Il 1º ottobre 1977 fu eletto successore di Viktor Josef Dammertz come quinto arciabate dell'arciabbazia di Sant'Ottilia e quindi abate presidente della Congregazione omonima, contando all'epoca più di venti monasteri e oltre 1100 monaci, noti come benedettini missionari. Nel 1982 fece rivivere il priorato di Jakobsberg, vicino a Ockenheim, con un nuovo edificio. In Cina realizzò un ospedale da 500 posti letto e in Corea del Nord uno da 200. Sotto di lui furono fondati nuovi monasteri nelle Filippine, in India, in Uganda e in Togo. Si impegnò molto anche nel dialogo interreligioso.
Il 7 settembre 2000 oltre 260 abati della Confederazione benedettina riuniti a Roma lo elessero nono abate primate dell'Ordine di San Benedetto. Sebbene l'abate primate possieda poca reale autorità sui monasteri autonomi o sulle congregazioni monastiche, questo ufficio gli consente di servire come presenza visibile dell'Ordine benedettino nel mondo più vasto. L'ufficio di abate primate fu creato da papa Leone XIII nel 1886 per fungere da collegamento con la Santa Sede e le autorità civili, per promuovere l'unità tra i vari monasteri e le congregazioni benedettine autonome e per rappresentare l'Ordine nelle riunioni religiose intorno al globo. L'abate primate risiede presso l'abbazia primaziale di Sant'Anselmo all'Aventino a Roma. Fu scelto quindi per essere il portavoce mondiale del più antico ordine monastico del cristianesimo con 7500 monaci e 16500 religiose. Il 25 settembre 2008 il Congresso degli abati della Confederazione benedettina lo confermò nell'ufficio di abate primate per altri quattro anni. Il 21 settembre 2012 lo stesso congresso lo riconfermò per altri quattro anni diventando il secondo abate primate più anziano in servizio. Durante il suo mandato come abate primate, ovvero dal 7 settembre 2000 al 10 settembre 2016, fu anche gran cancelliere del Pontificio ateneo Sant'Anselmo a Roma. Gli succedette lo statunitense Gregory Polan.
Concluso il mandato di abate primate, tornò al suo monastero, l'arciabbazia di Sant'Ottilia. Continuò a tenere conferenze, anche all'estero, come in Tanzania e in Sudafrica. I suoi interessi continuarono a includere il dialogo interreligioso, le questioni ambientali, le politiche di immigrazione responsabile e la leadership e gestione etica.
Morì nell'hotel dell'aeroporto di Francoforte sul Meno il 2 aprile 2024 all'età di 83 anni a seguito di un infarto. Stava tornando nel suo monastero dopo che aveva accompagnato un pellegrinaggio sulle orme di San Benedetto in Italia che aveva lasciato prima della conclusione a causa di un malessere. Le esequie si svolsero il 6 aprile alle ore 10:30 nell'arciabbazia di Sant'Ottilia e furono presiedute dall'arciabate Wolfgang Öxler alla presenza dell'abate primate Gregory Polan e di numerosi abati e religiosi nonché membri della nobile casata dei Wittelsbach. Al termine del rito fu sepolto nel cimitero dell'arciabbazia.

## Opinioni
Notker Wolf si espresse in pubblico con forti opinioni politiche. Nell'estate del 2007 apparve in una pubblicità dell'organizzazione di lobby Initiative New Social Market Economy. Chiese una maggiore responsabilità personale da parte del singolo e tagli all'indennità di disoccupazione se i beneficiari non avessero accettato un lavoro ragionevole. D'altro canto si opponese sempre anche alla gestione irresponsabile e alla massimizzazione del profitto.
Divenne inoltre noto in Germania anche per il fatto che, pur essendo un alto prelato della Chiesa cattolica, non avesse mai rinunciato al suo amore per la musica rock e continuando occasionalmente a suonare la chitarra elettrica oppure il flauto traverso con la sua band, i Feedback, in concerti e registrazioni. Lo stile musicale della band era basato su quello dei Rolling Stones e, oltre alle proprie composizioni, suonavano anche cover, tra gli altri, dei Deep Purple, dei Led Zeppelin e degli Jethro Tull. Il 3 agosto 2008 Wolf e la sua band salirono sul palco per aprire il concerto dei Deep Purple al Meierhof nel monastero di Benediktbeuern e suonarono Smoke on the Water con i Deep Purple. Quando viaggiava portava sempre con sé il suo flauto traverso.
Sulla questione della grazia per gli assassini terroristi, l'abate Wolf ricordò il vero significato della parola grazia. Per lui la grazia significava "la concessione di qualcosa che non meritavo. Pertanto non è soggetta ad alcuna condizione. La grazia è originariamente un atto del sovrano: una volta era il caso del re o dell'imperatore, e ci sono molti atti di grazia simili anche nella Chiesa. Ciò significa che non ho alcun diritto su questo. Ma posso concedere misericordia anche se qualcun altro non chiede nemmeno perdono, come sembra essere il caso di questi assassini. Ma la grazia è il modo in cui Dio si è avvicinato all'uomo in misura immeritata. Questo in realtà significa grazia".
Wolf guadagnava molti soldi dai suoi libri sulla spiritualità, nonché dai seminari per imprenditori, con i quali beneficiava la comunità del monastero.

### Altri uffici
Wolf fu membro del consiglio di sorveglianza e presidente dei comitati benedettini internazionali L'Alliance Inter Monastères e Dialogue Interreligieux Monastique, nonché della commissione Cina dell'Ordine. Fu membro dell'Accademia europea delle scienze e delle arti di Salisburgo e fu il primo presidente dell'Istituto cattolico per la ricerca di base in missiologia di Monaco di Baviera. Fece anche parte del comitato consultivo aziendale di Gothaer, dove tutti i benedettini tedeschi hanno un'assicurazione sulla vita.

## Opere

### Dischi
- Notker Wolf e i Feedback, Rock My Soul, aprile 2003.[36]
- con Inka Stampfl, Weiherserenade. Französische Kammermusik aus drei Jahrhunderten, Sant'Ottilia, EOS-Verlag, 2008, ISBN 978-3-8306-4040-0. URL consultato il 6 maggio 2024.[37]
- con Carlo Günther, Notker Wolf liest "Wohin pilgern wir?" Alte Wege und neue Ziele, Amburgo, Osterwold Audio bei Hörbuch Hamburg, 2010, ISBN 978-3869520421. URL consultato il 6 maggio 2024.
- con Birke Falkenroth e Henrik Mumm, Notker Wolf plays Bach, Friburgo in Brisgovia, Verlag Herder, giugno 2011, ISBN 978-3-451-31706-4. URL consultato il 6 maggio 2024.
- Notker Wolf e i Feedback, No Lies, aprile 2012.[14]

### Libri
- con Johanna Domek, Freisein für Gott. Einübung in die Geistliche Lesung, Paderborn, Bonifatius-Druckerei, 2004,  pp. 111, ISBN 3-89710-280-3. URL consultato il 6 maggio 2024.
- con Leo Günter Linder, Worauf warten wir? Ketzerische Gedanken zu Deutschland, collana Rororo, Reinbek bei Hamburg, Rowohlt-Taschenbuch-Verlag, 2006,  pp. 359, ISBN 3-499-62094-4. URL consultato il 6 maggio 2024.
- con Enrica Rosanna e Leo Günter Linder, Die Kunst, Menschen zu führen, Reinbek, Rowohlt Digitalbuch, 2007, ISBN 978-3-499-62256-4. URL consultato il 6 maggio 2024.
- Die Botschaft Benedikts. Die Weisheit seiner Äbte und Äbtissinnen, Münsterschwarzach, Vier Türme, 2008,  pp. 164, ISBN 978-3-89680-350-4. URL consultato il 6 maggio 2024.
- Aus heiterem Himmel. Einfälle und Eingebungen für das Leben hier unten, collana Rororo, Reinbek bei Hamburg, Rowohlt-Taschenbuch-Verlag, 2008,  pp. 175, ISBN 978-3-499-62325-7. URL consultato il 6 maggio 2024.
- con Corinna Mühlstedt, Im Schatten des großen Drachen. Begegnungen mit Chinas Christen, Stoccarda, Kreuz-Verlag, 2008,  pp. 159, ISBN 978-3-7831-3164-2. URL consultato il 6 maggio 2024.
- con Matthias Drobinski, Regeln zum Leben. Die Zehn Gebote – Provokation und Orientierung für heute, collana Herder-Spektrum, Friburgo in Brisgovia, Herder, 2008,  pp. 157, ISBN 978-3-451-03017-8. URL consultato il 6 maggio 2024.
- Wie mit neuen Augen. Weg-Begleiter für Pilger, Kevelaer, Butzon & Bercker, 2008, ISBN 978-3-7666-0968-7. URL consultato il 6 maggio 2024.
- Gott segne Sie! Neue Einfälle für das Leben hier unten, collana Rororo, Reinbek bei Hamburg, Rowohlt-Taschenbuch-Verl, febbraio 2009,  pp. 157, ISBN 978-3-499-62460-5. URL consultato il 6 maggio 2024.
- Von den Mönchen lernen, Monaco di Baviera, Pattloch, aprile 2009,  pp. 239, ISBN 978-3-629-02179-3. URL consultato il 6 maggio 2024.
- Gönn dir Zeit. Es ist dein Leben, Friburgo in Brisgovia, Herder, aprile 2009,  p. 159, ISBN 978-3-451-30187-2. URL consultato il 6 maggio 2024.
- con Leo Günter Linder, Wohin pilgern wir? Alte Wege und neue Ziele, Reinbek bei Hamburg, Rowohlt, settembre 2009,  pp. 252, ISBN 978-3-498-07366-4. URL consultato il 6 maggio 2024.
- con Corinna Mühlstedt, Mitten im Leben wird Gott geboren 24 Impulse zur Weihnachtszeit, Friburgo in Brisgovia, Herder, settembre 2010,  pp. 96, ISBN 978-3-451-32329-4. URL consultato il 6 maggio 2024.
- Alles Gute kommt von Oben. Kleine Wahrheiten für zwischendurch, collana Rororo, Reinbek bei Hamburg, Rowohlt-Taschenbuch-Verl, novembre 2010,  pp. 173, ISBN 978-3-499-62702-6. URL consultato il 6 maggio 2024.
- Die sieben Säulen des Glücks, Friburgo in Brisgovia, Verlag Herder, gennaio 2011, ISBN 978-3-451-31707-1.
- Schmetterlinge im Bauch, Friburgo in Brisgovia, 978-3-942208-27-7, marzo 2011, ISBN 978-3-942208-27-7.
- Das kleine Buch der wahren Freiheit, Friburgo in Brisgovia, Herder Verlag, 2011,  pp. 147, ISBN 978-3-451-31070-6. URL consultato il 6 maggio 2024.
- Erfüllte Zeit: Ermutigungen für das Leben, Leipzig, St. Benno Verlag, dicembre 2011,  pp. 112, ISBN 978-3-7462-3064-1. URL consultato il 6 maggio 2024.
- con Alfons Kifmann, JETZT ist die Zeit für den Wandel. Nachhaltig leben, für eine gute Zukunft, Friburgo in Brisgovia, Herder, aprile 2012,  pp. 195, ISBN 978-3-451-32454-3.
- Seien Sie unbesorgt! Vorschläge für ein erfülltes Leben, collana Knaur, Monaco di Baviera, Knaur-Taschenbuch-Verl, agosto 2012,  pp. 256, ISBN 978-3-426-78526-3. URL consultato il 6 maggio 2024.
- con Leo Günter Linder, Jesus: Ein Leben, Gütersloh, Gütersloher Verl.-Haus, 2012,  pp. 255, ISBN 978-3-579-06578-6. URL consultato il 6 maggio 2024.
- Die sieben Säulen des Glücks. Tugenden für das Leben, Friburgo in Brisgovia, Herder, 2012,  pp. 192, ISBN 978-3-451-06399-2. URL consultato il 6 maggio 2024.
- con Alfons Kifmann, Jetzt ist die Zeit für den Wandel. Nachhaltig leben für eine gute Zukunft, Friburgo in Brisgovia, Herder, 2012,  pp. 195, ISBN 978-3-451-32454-3. URL consultato il 6 maggio 2024.
- con Alfons Kifmann, Spiritus loci – vom Geist des Ortes. Ein spirituelles Reisebuch, Ratisbona, Schnell & Steiner, 2014,  pp. 272, ISBN 978-3-7954-2905-8. URL consultato il 6 maggio 2024.
- con Leo Günter Linder, Das Böse. Wie unsere Welt aus den Fugen gerät, Gütersloh, Gütersloher Verlagshaus, 2014, ISBN 978-3-579-08512-8.
- con Leo Günter Linder, Altwerden beginnt im Kopf – Jungbleiben auch, Aßlar, adeo-Verlag, 2015,  pp. 251, ISBN 978-3-86334-037-7. URL consultato il 6 maggio 2024.
- "Läuft. Pessimisten stehen im Regen. Optimisten duschen unter Wolken.", Aßlar, adeo-Verlag, 2016,  pp. 100, ISBN 978-3-86334-116-9. URL consultato il 6 maggio 2024.
- con Simon Biallowons, Schluss mit der Angst – Deutschland schafft sich nicht ab!, Friburgo in Brisgovia, Herder, 2017,  pp. 159, ISBN 978-3-451-37620-7. URL consultato il 6 maggio 2024.
- con Alfons Kifmann, Gute Vorsätze. Beim nächsten Mal wird alles anders, Gütersloh, Gütersloher Verlagshaus, 2017,  pp. 192, ISBN 978-3-579-08545-6. URL consultato il 6 maggio 2024.
- con Alfons Kifmann, Das Unmögliche denken, das Mögliche wagen. Visionen für eine bessere Zukunft, Gütersloh, Gütersloher Verlagshaus, 2019,  pp. 221, ISBN 978-3-579-08548-7. URL consultato il 6 maggio 2024.
- Ich denke an Sie die Kunst, einfach da zu sein, Friburgo in Brisgovia, Herder, 2020, ISBN 978-3-451-38530-8. URL consultato il 6 maggio 2024.
- Warum ich an Freiheit und Verantwortung glaube, Leipzig, Benno, 2021,  pp. 86, ISBN 978-3-7462-5750-1. URL consultato il 6 maggio 2024.
- con Hans-Günther Kaufmann, Die Sehnsucht nach dem Ursprung ist die Sehnsucht nach einem neuen Anfang, Leipzig, Benno, 2022,  pp. 111, ISBN 978-3-7462-5913-0. URL consultato il 6 maggio 2024.

### Edizioni in italiano
- Il tempo è vita: non correre!, collana Itinerari, Bologna, Edizioni Dehoniane Bologna, 1º gennaio 2011,  p. 208, ISBN 978-8810510971. URL consultato il 6 maggio 2024.
- Farfalle nello stomaco. Fede che mette le ali, Padova, Edizioni Messaggero Padova, 1º gennaio 2012,  p. 256, ISBN 978-8825022292. URL consultato il 6 maggio 2024.
- Imparare dai monaci, collana Itinerari, Bologna, Edizioni Dehoniane Bologna, 1º gennaio 2013,  p. 288, ISBN 978-8810511008. URL consultato il 6 maggio 2024.
- con Enrica Rosanna e Leo Günter Linder, L'arte di dirigere le persone, collana Itinerari, Bologna, Edizioni Dehoniane Bologna, 3 febbraio 2021,  p. 184, ISBN 978-8810510810. URL consultato il 6 maggio 2024.

## Riconoscimenti
- Membro onorario dell'associazione studentesca KSStV Alemannia di Monaco di Baviera
- Membro onorario dell'associazione studentesca KBStV Rhaetia di Monaco di Baviera
- Premio Wolfram Engels della Fondazione per l'economia di mercato (2007)
- Poetentaler bavarese (2007)
- Medaglia Reinhold Maier della Fondazione liberale Reinhold Maier Baden-Württemberg (2009)
- Premio Benedettino di Mönchengladbach: servizi al patrimonio benedettino (2010)
- Medaglia Ludwig Erhard (2010)[38]
- Cittadino onorario del comune di Bad Grönenbach (17 settembre 2010)
- Fumatore di pipa dell'anno (2012)